# Papadam

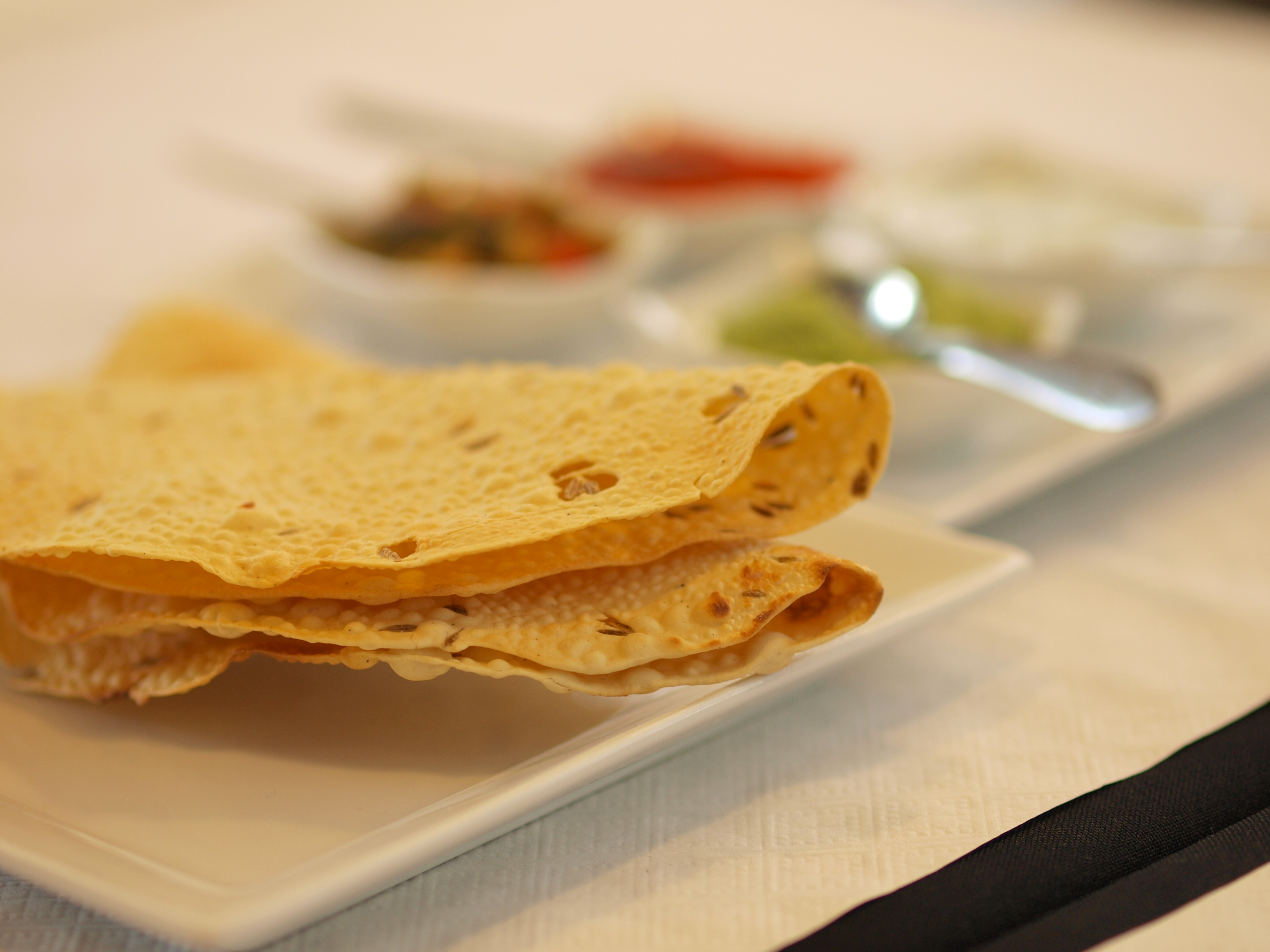
Papadam

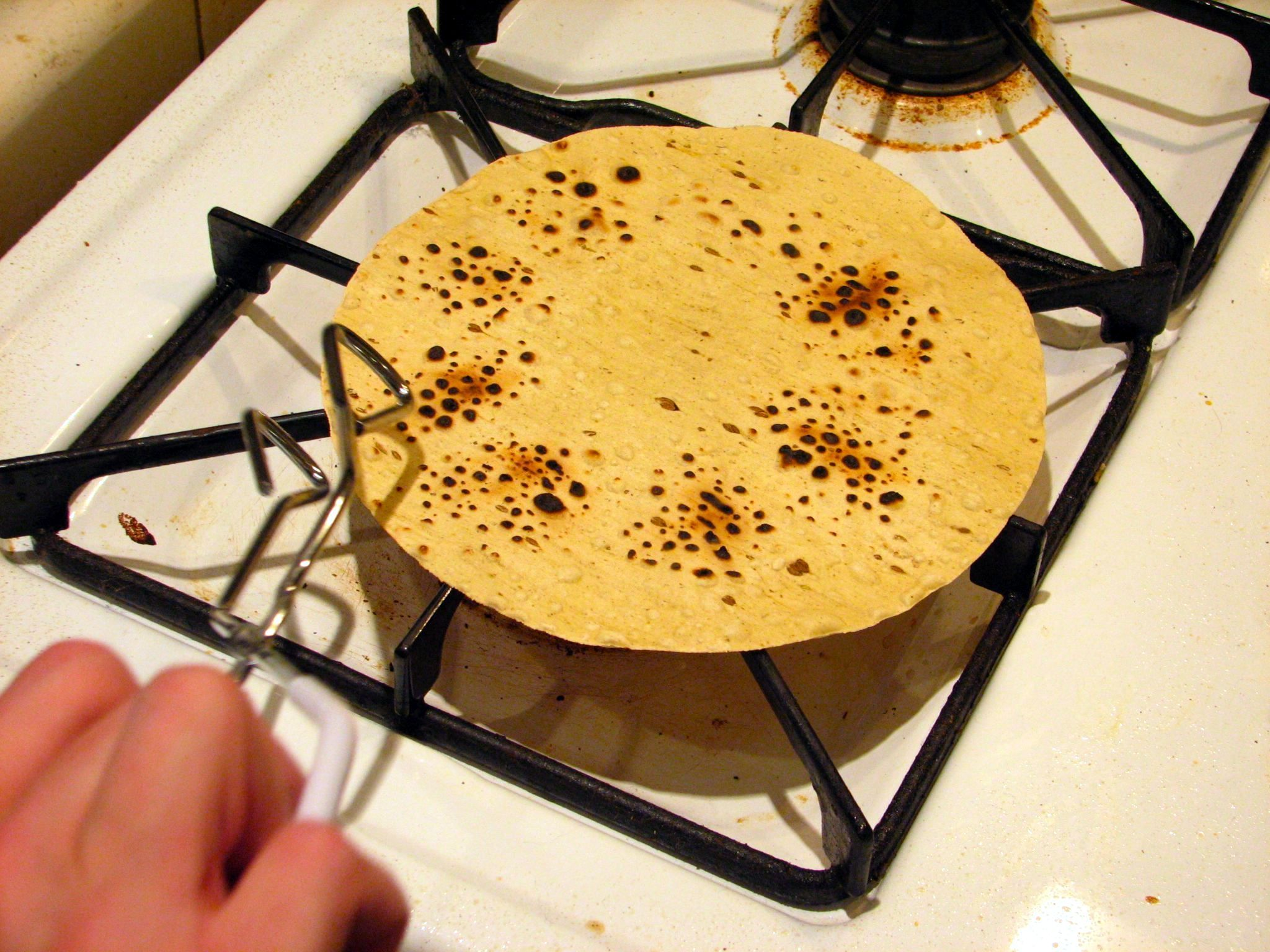
Beim Röstvorgang über offener Flamme

Ein Papadam oder kurz Papad (Devanagari: पापड [pāpaḍ]) ist ein dünnes frittiertes Fladenbrot aus Urdbohnenmehl. Papadams haben eine knusprige Konsistenz und werden in der indischen und tamilischen Küche als Beilage, Vorspeise oder Zwischenmahlzeit gereicht. Pfeffer, Chili, Kreuzkümmel, Knoblauch und andere Gewürze und Kräuter geben Papadams häufig eine pikante Würze. Es gibt auch Variationen aus Kichererbsen- oder Linsenmehl oder einer Mischung aus Linsen- und Reismehl.

## Zubereitung
Die dünn ausgerollten Fladen werden traditionell kurz in heißem Öl ausgebacken, wobei der Fladen gleichmäßig aufgeht. Anschließend lässt man sie auf einem Gitter oder saugfähigem Papier abkühlen. Um ihren hohen Fettgehalt zu reduzieren, ist es auch möglich, Papadams mit einer Zange in einen heißen Lehmofen zu halten, sie auf einem Rost zu grillen oder dünn mit Öl zu bepinseln und kurz in der Mikrowelle zu erhitzen. Bei diesen Zubereitungsarten geht der Teig jedoch nicht so gleichmäßig auf wie beim Frittieren. Da Papadams leicht Feuchtigkeit aufnehmen, sollten sie frisch, höchstens eine Stunde vor dem Verzehr, zubereitet werden.
Verbreitet sind auch industriell vorbereitete Fladen, die nur noch ausgebacken werden müssen.